# Tom Cochrane
Thomas William Cochrane, detto Tom (Lynn Lake, 14 maggio 1953), è un cantautore e musicista canadese.

## Carriera
È originario della regione del Manitoba. Conosciuto soprattutto per le hit Life Is a Highway, Lunatic Fringe, Human Race e I Wish You Well, è stato il frontman del gruppo musicale Red Rider, con cui ha pubblicato sette album in studio negli anni '80. Precedentemente, nel 1974, aveva pubblicato il suo primo album da solista, e ha proseguito la carriera solista a partire dal 1989.
Nel 1991 pubblica il singolo Life Is a Highway, che nel 2006 verrà incluso nella colonna sonora del film Cars - Motori ruggenti.

## Premi e riconoscimenti
- Ha ricevuto una laurea honoris causa presso la Brandon University
- È colonnello ad honorem della Royal Canadian Air Force[1]
- È inserito nella Canadian Music Hall of Fame[2]
- È inserito nella Canadian Walk of Fame
- Ha vinto sette Juno Awards

## Discografia

### Album studio
Solista
- 1974 - Hang On to Your Resistance
- 1991 - Mad Mad World
- 1995 - Ragged Ass Road
- 1997 - Songs of a Circling Spirit
- 1998 - X-Ray Sierra
- 2006 - No Stranger

Con Red Rider
- 1980 - Don't Fight It
- 1981 - As Far as Siam
- 1983 - Neruda
- 1984 - Breaking Curfew
- 1986 - Tom Cochrane & Red Rider (come Tom Cochrane & Red Rider)
- 1988 - Victory Day (come Tom Cochrane & Red Rider)
- 1989 - The Symphony Sessions  (come Tom Cochrane & Red Rider)

### Raccolte
- 1987 - Over 60 Minutes with Red Rider
- 1989 - Anthology 1980-1987
- 1993 - Ashes to Diamonds
- 2002 - Trapeze: The Collection